# کانگروی نقره استرالیا
کانگروی نقره استرالیایی (به انگلیسی: Australian Silver Kangaroo) یک سکه نقره با وزن یک اونس است که توسط ضرابخانه سلطنتی استرالیا در کانبرا ضرب می‌شود. از این سکه می‌توان به عنوان پول قانونی در این کشور استفاده کرد. این سکه یکی از معدود سکه‌های نقره ضرب‌شده رسمی در دنیاست که نقش روی آن هر سال تغییر می‌کند. این مساله در کنار تعداد محدود ضرب آن سبب شده بر خلاف بسیاری دیگر از سکه‌های نقره مشابه، ارزش سکه‌شناسی آن بالاتر از ارزش نقره به کار رفته باشد. 